# 이바르
이바르(고대 노르드어: Ívarr, 아일랜드어: Ímar)는 9세기 중반 아일랜드와 스코틀랜드에서 활동한 바이킹 지도자로, 이바르 왕조의 창건자로서 그의 후손들은 수 세기에 걸쳐 아일랜드해의 제해권을 독점하며 군림했다. 그는 로흘란의 왕 구드뢰드의 아들로서 올라프 코눙그와 아우드기슬과 형제지간이다. 일부 학자들은 또다른 바이킹 지도자 할프단 라그나르손도 이들과 형제라고 추측한다. 아일랜드어 연대기들은 이바르 형제들을 “이방인들의 왕들”이라고 칭한다. 이들 형제들이 아일랜드 섬에 상륙해 쌓은 성채가 바로 오늘날의 더블린의 시초이며, 오늘날의 학자들은 더블린에 기반을 둔 이 바이킹들의 아일랜드 정착지를 더블린 왕국이라고 한다. 일부 학자들은 앵글로색슨 문헌들과 아이슬란드 사가들에 언급되는 이교도 대군세의 지휘관 중 하나인 라그나르 로드브로크의 아들 이바르 힌 베이늘라우시와 더블린의 이바르가 동일인이라고 추측하기도 한다.
850년대 말에서 860년대 초에 걸쳐 더블린 왕국은 당시 아일랜드 섬에서 가장 강력한 군주였던 남이넬의 말 세크날과 여러 차례 충돌했다. 충돌의 이유는 불분명하지만 대략 먼스터 지방과 그 지역 자원의 지배권 경쟁이 불씨가 되었던 것 같다. 더블린은 오스라거 왕 케르발 막 두늘랑거, 북이넬 왕 아드 핀디어흐와 동맹하고 말 세크날에게 맞섰다. 862년 말 세크날이 죽고 그의 영지가 분할되어 분쟁이 종료되었다. 그 후로도 이바르와 그 후손들은 더블린 왕국의 영향력 확대 과정에서 아일랜드 토착 군주들과 여러 차례 충돌하였다. 이바르는 864년에서 870년을 전후해 모든 사료에서 그 흔적이 사라진다. 이것은 더블린의 이바르가 이바르 힌 베이늘라우시와 동일인이라는 증거로 제시되기도 한다. 더블린의 이바르의 기록이 없는 6년간 잉글랜드에서 이바르 힌 베이늘라우시가 활동했고 870년 이후 이바르 힌 베이늘라우시는 잉글랜드의 앵글로색슨 문헌들에서 나타나지 않기 때문이다. 870년, 이바르와 아우드기슬은 스코틀랜드 스트라흐킬더 왕국의 수도 둔브레흐딘을 공격하여 4개월에 걸친 공성 끝에 함락하였다.
이바르는 873년에 죽었고 “에린과 브리튼의 모든 노르드인의 왕”이라는 시호를 부여받았다. 《에린의 단편적 연대기》를 보면, 그때까지도 이바르의 아버지는 살아 있었고 이바르 사망 시점에서 이바르 가의 영토는 더블린, 맨섬, 헤브리디스 제도, 오크니 제도, 스코틀랜드 북서해안 대부분(아르가일, 갈리브, 서덜랜드)에 이르렀다.
| 신설 | 제1대 더블린 국왕 (올라프, 아우드기슬과 공동왕) 857년경–873년경 | 에위스테인 올라프손 & 바르드 이바르손 할프단 라그나르손 |